# بتمن: سال اول (فیلم)
بتمن: سال اول (انگلیسی: Batman: Year One) یک فیلم پویانمایی در سبک ابرقهرمانی به کارگردانی سام لیو و لورن مونتگومری است که در سال ۲۰۱۱ منتشر شد.

## بازیگران
- بنجامین مک‌کنزی
- برایان کرانستون
- الیزا دوشکو
- کتی سکف
- الکس روکو
- جان پالیتو
- جف بنیت
- کیت فرگوسن
- استیون روت